# Откровение Мефодия Патарского
«Откровение Мефодия Патарского», «Откровение Псевдо-Мефодия» — византийское эсхатологическое сочинение VII века на сирийском языке. В средневековой рукописной традиции приписывалось священномученику Мефодию Олимпийскому (Патарскому) (ум. около 311). Известны греческая, латинская и славянская версии, а также фрагменты армянского перевода. Оказало существенное влияние на христианское эсхатологическое мышление в Средние века.
Сочинение пытается осмыслить исламское завоевание Ближнего Востока. Рассматриваются многочисленные аспекты христианской эсхатологии, такие как вторжение Гога и Магога, восстание антихриста и великую скорбь, предшествующие концу света. «Откровение Псевдо-Мефодия» добавляет новый элемент в христианскую эсхатологию: возвышение мессианского римского императора. Этот элемент сохранялся в христианской апокалиптической литературе до конца Средневековья.
Переводы на греческий, латинский, старославянский, арабский и другие языки с начала VIII века и позднее должны были способствовать влиянию «Откровения Псевдо-Мефодия».

## Происхождение
Приписывается Мефодию Олимпийскому в сирийском тексте, Патарскому в греческом. Однако, по всей вероятности, текст был написан в VII веке неизвестным христианским духовным лицом, отсюда обозначение Псевдо-Мефодий, который, скорее всего, принадлежал к яковитской, халкидонской или мелькитской ветви христианства. По мнению учёных, сочинение было написано в эпоху арабских завоеваний в ответ на трудности, с которыми столкнулись христиане, и широко распространённое отступничество во избежание подати. Автор рассматривает арабское вторжение как Божью кару. Анонимность произведения может свидетельствовать о его подпольном характере. «Откровение Псевдо-Мефодия» позволяло христианам, независимо от места, сохранять «чувство кажущегося законного превосходства», несмотря на факты обратного.
Первоначальный текст был написан на сирийском языке в Северной Сирии. Однако ранним исследователям не хватало оригинального сирийского текста, и для изучения сочинения в большой степени использовались греческие, латинские и славянские тексты. В исследовании 1897 года российский литературовед В. М. Истрин в значительной мере опирался на греческий текст, тогда как Е. Сакур независимо от него изучал древнейшие латинские переводы. Оба этих исследования положили начало научному изучению этого сочинения, но только в 1931 году была обнаружена оригинальная сирийская рукопись. Благодаря этой находке Михаил Кмоско смог установить, что первоначальный текст был написан на сирийском языке.
Мартин Баллард отмечает, что Псевдо-Мефодий отклоняется от предыдущей эсхатологической литературы, такой как Откровение Иоанна Богослова, изображая римских императоров как агентов перемен. Алан М. Гюнтер также отмечает, что Псевдо-Мефодий находился под влиянием книг Откровение Иоанна Богослова и Даниил, продолжая традиции христианской литературы. Это особенность показывает, что автор, скорее всего, был христианским священнослужителем и был знаком с христианскими писаниями прошлого. Внесение новых элементов в христианскую литературу при сохранении основ христианских веры и учения помогло сделать «Откровение Мефодия Патарского» доступным и для мирян. Частично влияние этого сочинения объясняется тем, что оно отражает верования граждан Восточной Римской империи .

## Содержание
Сочинение начинается с мировой истории, от Адама и Евы в Эдемском саду до мусульманских завоеваний и последних времён. История распределена по тысячелетиям на семь периодов. Вторая половина сочинения повествует о седьмом тысячелетии, о событиях, которые будут предшествовать концу света и происходить в последний период его существования, — царство антихриста, второе пришествие Христа, страшный суд). Вторая половина привлекала к себе наибольшее внимание читателей Средневековья. Значительное внимание как в исторической, так и в пророческой части уделяется истории борьбы израильтян с измаильтянами и повествование о «нечистых» народах, заключённых Александром Македонским в неприступных горах. Племена измаильтян, разгромленные израильским вождём Гедеоном и бежавшие в Етривскую пустыню (сюжет восходит к Библии), в седьмом тысячелетии выйдут из Етривской пустыни и поработят многие страны. После этого нашествия в мире воцарится беззаконие, наступит полное падение нравов. Но со временем праведный греческий царь победит насильников. Произойдёт расцвет христианства и наступит всеобщее благоденствие. Тогда заточенные Александром «нечистые» народы освободятся и покорят почти весь мир. Бог пошлёт своего архистратига, который уничтожит захватчиков. Спустя некоторое время будет рождён антихрист. Он воцарится в мире, а затем произойдут второе пришествие Христа и страшный суд.
В отношении поведения христиан в последние дни затрагиваются вопросы сексуального характера, в частности, обмен партнёрами, гомосексуализм и переодевание в одежду противоположного пола как индикаторы греховного общества. Затем в тексте говорится, что «сыновья Измаила», то есть мусульмане, выйдут из Етривской пустыни, чтобы воздать Божье наказание христианам, которые «впали в разврат». Сочинение также рассказывает о событиях, которые произошли от рук мусульман в предыдущие десятилетия. Ссылаясь на фигуры из другой христианской эсхатологической литературы, такие как Гог и Магог, Псевдо-Мефодий пытается узаконить своё место Отца Церкви IV века. Отмечается возвышение фигуры Императора-Спасителя, что повторяет пророчество IV века, приписанное легендарной Тибуртинской сивилле. Этот римский император спасёт христианские земли от «сыновей Измаила», возложит свою корону на крест «ради всеобщего спасения», тем самым спасая христиан в целом. Сочинение отличается яркими описаниями и брутальностью. Описывается питьё крови скота, резня беременных женщин и кормления младенцев животными.

## Исторический контекст
В 630—640-х годах арабы завоевали большую часть Ближнего Востока и Средиземноморья. Три из пяти патриархатов христианского мира находились под властью арабов-мусульман. В 674 году халиф династии Омейядов Муавия начал наступление на Константинополь с суши и с моря. В течение трёх лет он потерпел поражение и обратил своё внимание на другую часть уцелевшей Римской империи, а именно на Ближний Восток, Грецию и Балканы. Как отмечает Мартин Баллард, Константинополь «превратился в небольшой христианский анклав в исламском океане».
Трудности, с которыми столкнулись христиане после исламского завоевания, вызвали «литературное пробуждение», самые ранние из текстов которого были написаны на сирийском, греческом и арабском языках. Сирийские писатели, в частности, отреагировали на ситуацию в апокалиптическим свете. Падение христианской империи продолжалось с каждым мусульманским завоеванием, и сирийские писатели рассматривали эти завоевания как наказание от Бога. Самым известным из этих текстов стало «Откровение Мефодия Патарского».

## Переводы, редакции и влияние
«Откровение Мефодия Патарского» отмечает конец Античности и начало Средневековья в своём стиле и влиянии. Сочинение часто копировалось и адаптировалось, чтобы соответствовать катаклизмам, происходящим в определённом регионе.
К началу VIII века произведение было переведено на греческий. Произведение получило широкое распространение в византийской литературе. Известные греческие списки произведения представлены четырьмя редакциями. Первая редакция имеет два варианта. С греческого языка уже в ранний период своей истории памятник переводился на латинский и славянский языки. Латинский текст известен в двух редакциях. На латынь сочинение было переведено, вероятнее всего, Петрусом Монахом во Франции. С латинского произведение переводилось на западноевропейские языки.
«Откровение Мефодия Патарского» использовалось христианами на протяжении веков, чтобы объяснить смятение, с которым они столкнулись в конкретном времени и месте. Сочинение сформировало представление западного христианского мира об исламе в течение Средних веков, благодаря различным переработкам и переводам текста. С падением большего числа христианских городов с XIV века и позднее, наряду с падением Константинополя в 1453 году, «Откровение Псевдо-Мефодия» снова было использовано.
Стефен Пелле отмечает, что «Откровение Мефодия Патарского» не было популярно в Англии до нормандских завоеваний, несмотря на популярность другой эсхатологической литературы. Из почти 24 латинских рукописей ранее XII века только две были на английском языке, и ни одна не была написана до 1075 года. Однако после нормандских завоеваний один из самых ранних английских текстов, объясняющих вторжение «язычников» на христианскую землю, включает «Откровение Псевдо-Мефодия».
На славянский язык «Откровение Мефодия Патарского» переводилось дважды, в Болгарии. Сербский перевод сделан с болгарского текста. Основой славянского перевода стала первая редакция греческого текста. Два имеющихся славянских перевода не зависят друг от друга и восходят к различным вариантам первой греческой редакции. В основе их лежат более древние и близкие к авторскому тексту списки, чем сохранившиеся до настоящего времени. На Руси славянский перевод был известен уже в период не позднее начала XII века.
«Откровение Мефодия Патарского» упоминается в «Повести временных лет», дважды в статье 1096 года. Объясняя происхождение половцев, летописец утверждает, что они являются одним из племён измаильтян, изгнанных Гедеоном в Етривскую пустыню. Он пишет, что теперь они вышли из пустыни и пришли на Русскую землю. Ниже, в рассказе Гюряты Роговича о северных народах, приводится пророчество «Откровения Мефодия Патарского», что накануне гибели мира произойдёт исход «нечистых» народов, заключённых в горах Александром Македонским. Филолог А. А. Шахматов, развивая замечания П. И. Потапова о тексте «Откровения Мефодия Патарского», к которому обращался русский летописец, пришёл к выводу, что этот текст был более ранним и более близким к оригиналу, чем сохранившиеся списки. По мнению Шахматова, характер использования «Откровения Мефодия Патарского» свидетельствует, что в каждом случае к нему обращались два разных летописца, в рамках одной погодной статьи.
Христиане полагали, что сочинение Псевдо-Мефодия содержит предсказание монгольского нашествия, подтверждение чему находили в образе жизни, пищевой культуре и занятиях монголов. Повествование «Откровения Мефодия Патарского» об измаильтянских племенах, изгнанных в Етривскую пустыню, которые в будущем вернутся и повергнут христианские народы, в XIII веке было использовано русским летописцем в первом сообщении о Монгольском нашествии на Русь. Подошедшая к границам Русской земли невиданная по своему числу рать неведомых ранее народов названа летописцем пришельцами из Етривской пустыни, о приходе которых в преддверии грядущего конца света писал якобы Мефодий Патарский. Это сообщение в качестве начальной части вошло во все редакции летописной Повести о битве на Калке. Отдельные эпизоды «Откровения Мефодия Патарского» отражены во второй редакции Еллинского и Римского летописца, во второй редакции Хронографической Александрии и в ряде других памятников древнерусской литературы.
По мнению В. М. Истрина, на Руси в XV веке возникла оригинальная русская переработка произведения, которой Истрин дал название интерполированной редакции. Основу этой переработки составил старый славянский перевод, дополненный материалами из других источников — библейского повествования о Гедеоне, апокрифа о потопе, Сказания о царе Михаиле, сказаний об антихристе, из Жития Андрея Юродивого.
Интерполированная редакция была широко распространена в древнерусской литературе. Особую популярность эта редакция получила в XVII веке в среде старообрядцев. Произведение часто переписывалось в полном составе, из него делались выписки, составлялись сокращённые редакции. Ссылки на «Откровения Мефодия Патарского» и заимствования из него включались в сочинения старообрядцев при обличении падения современных нравов, в повествованиях об антихристе. В южной Руси в XVII веке, в период борьбы с католицизмом, полемисты апеллировали к авторитету «Откровения Мефодия Патарского» в представлении папы римского антихристом.

## Издания
- CPG, № 1830.

сирийский оригинал и переводы на европейские языки
- Nau F. Révélations et légendes: Méthodius, Clément, Andronicus // J. Asiatique. Ser. 7. P., 1917. T. 9. P. 425—434.
- Die Syrische Apokalypse des Ps. Methodius / Hrsg., übers. G. J. Reinink. Lovanii, 1993. 2 Bde. (CSCO; 540—541. Syr.; 220—221).
- Martinez F. J. Eastern Christian Apocalyptic in the Early Muslim Period: Ps.-Methodius and Ps.-Athanasius: Diss. Wash., 1985. P. 122—154 [англ. пер.].
- Translation of the Syriac Text of Pseudo-Methodius from Cod. Vat. Syr. 58 // Alexander P. J. The Byzantine Apocalyptic Tradition. Berkeley; Los Ang.; L., 1985. P. 36—51
- Brock S. P. Two Related Apocalyptic Texts dated AD 691/2 // Palmer A., Brock S. P., Hoyland R. The VII-th Cent. in the West Syrian Chronicles. Liverpool, 1993. P. 230—242.

греческая, латинская и армянская версии, современные переводы
- Divi Methodii, Patarensis episcopi et martyris… Revelationes, per paraphrasin translatae // Monumenta S. Patrum Orthodoxographa. Basiliae, 1569. Vol. 1. T. 1. P. 93—115 [editio princeps греч. и лат. версий].
- Степанос Орбелян. История области Сюник. — М., 1861. — С. 105—114 (на армянском яз.);
- Истрин В. М. Откровение Мефодия Патарского и апокрифические видения Даниила в византийской и славяно-русской литературах: Исследования и тексты // Чтения в Обществе истории и древностей Российских. — 1897. — Кн. 4. — С. 5—74 [1—4-яя греческие редакции], 75—83 [краткая латинская редакция];
- Sackur E. Sibyllinische Texte u. Forschungen Pseudomethodius, Adso u. die tiburtinische Sibylle. Halle, 1898. S. 59—96 [латинский перевод].
- Lolos A., Hrsg. Die Apokalypse des Ps. Methodios. Meisenheim am Glan, 1976. S. 46—141. (Beitr. z. klassischen Philologie; 83) [1 и 2-я греческие редакции].
- Lolos A., Hrsg. Das dritte u. vierte Redaktion des Ps. Methodios. Meisenheim am Glan, 1978. S. 22—78. (Beitr. z. klassischen Philologie; 94).
- Die Apokalypse des Ps. Methodius: Die ältesten griechischen u. lateinischen Übersetzungen / Hrsg. W. J. Aerts, G. A. Kortekaas. Leuven, 1998. 2 Bde. (CSCO; 569—570. Subs.; 97—98).
- Apocalypse of Ps.-Methodius. An Alexandrian World Chronicle / Ed., transl. B. Garstad. Camb. (Mass.)., 2012. P. 2—73 [греческий текст и английский перевод], 74—141 [латинский текст и английский перевод].

славянская версия
- Истрин В. М. Откровение Мефодия Патарского и апокрифические видения Даниила в византийской и славяно-русской литературах: Исследования и тексты // Чтения в Обществе истории и древностей Российских. — 1897. — Кн. 4. — С. 84—114.
- Лавров П. А. Апокрифические тексты. — Сборник отделения русского языка и словесности. — Т. 67. — № 4. — СПб., 1901. — С. 6—39.
- Тихонравов Н. С. Памятники отречённой русской литературы. — СПб., 1863. — Т. 2. — С. 213—281.
- Яцимирский А. И. Мелкие тексты и заметки по старинной славянской и русской литературе. — Известия Отделения русского языка и словесности Академии наук. — 1906. — Т. 2, кн. 2. — С. 297—301.